# Saint-Denis-le-Vêtu
Saint-Denis-le-Vêtu är en kommun i departementet Manche i regionen Normandie i norra Frankrike. Kommunen ligger i kantonen Cerisy-la-Salle som tillhör arrondissementet Coutances. År 2022 hade Saint-Denis-le-Vêtu 605 invånare.

## Befolkningsutveckling
Antalet invånare i kommunen Saint-Denis-le-Vêtu
| Referens: INSEE |